# Brakwateroproller
De brakwateroproller (Lekanesphaera hookeri) is een pissebed uit de familie Sphaeromatidae. De wetenschappelijke naam van de soort is voor het eerst geldig gepubliceerd in 1814 door Leach.